# Canal Lemarchand

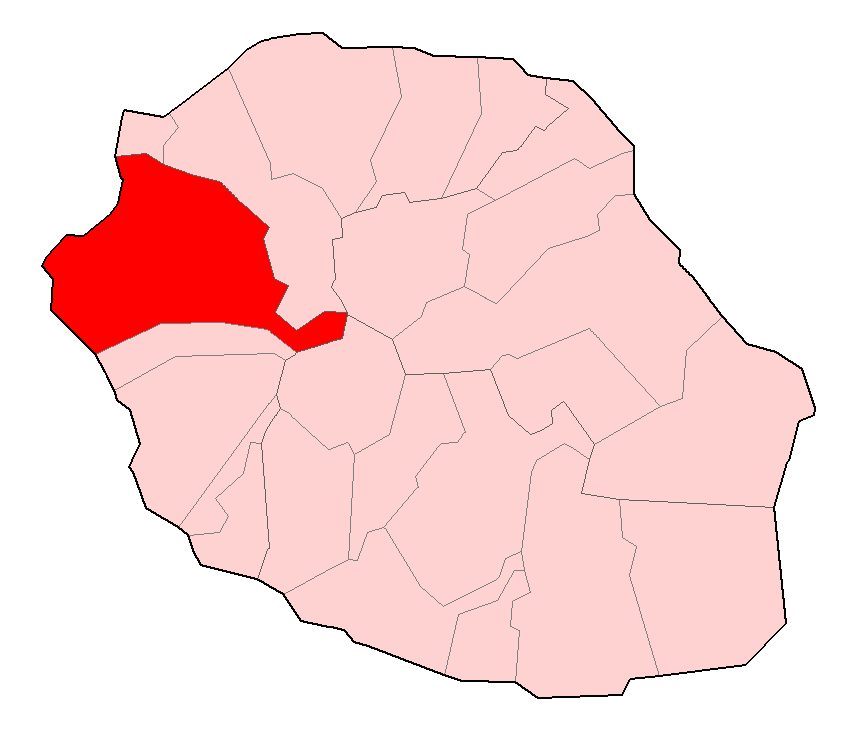
Localisation du territoire de Saint-Paul sur l'île de La Réunion.

Le canal Lemarchand était un canal d'irrigation de l'île de La Réunion, département d'outre-mer français dans le sud-ouest de l'océan Indien. 

## Histoire
Situé sur le territoire communal de Saint-Paul, il alimentait en eau le littoral à partir de 1829, date de sa livraison après de nombreuses années de travaux.
Il fut financé par des propriétaires terriens, principalement les Lemarchand père et fils, mais aussi Auguste Bonnefoy et les frères K/Anval. On attribue toutefois la création du canal à Olive Lemarchand.
Depuis la Rivière des galets, le canal alimentait sur sa rive gauche la plaine Chabrier, le Piton Defaud, le Grand Pourpier et surtout le domaine de Savannah, dont le propriétaire était Olive Lemarchand. Il comprenait un couloir suspendu sur plusieurs dizaines de mètres en plaques de fonte, deux passages souterrains et deux ponts aqueducs qui franchissaient la ravine La Plaine . Un bassin de partage au lieu-dit « Moulin à maïs » fut dessiné par l'ingénieur Schneider à qui l'on doit par ailleurs la route des rampes de Saint-Paul. Quatre canaux étaient ensuite dirigés vers l'ouest et le sud. Le développement de la culture de la canne à sucre et la création d'usines sucrières furent alors grandement facilités, modifiant durablement le paysage dans ce secteur peu arrosé. 
Le canal fut rénové dans les années 1960, irrigua la plaine Chabrier jusqu'en 1976, mais est aujourd'hui abandonné. Quelques portions subsistent dont les ponts aqueducs, mais aucun entretien même à titre patrimonial n'est prévu. Pourtant, l'un des ouvrages, en acier, fonte et pierres de lave taillées, reconstruit en 1855 à la suite du passage d'un cyclone, provenait des usines métallurgiques de Marquise (Pas-de-Calais) qui contribuèrent à l'édification de la Tour Eiffel, du pavillon Baltard.